# Liste der Kulturgüter in Bleienbach
Die Liste der Kulturgüter in Bleienbach enthält alle Objekte in der Gemeinde Bleienbach im Kanton Bern, die gemäss der Haager Konvention zum Schutz von Kulturgut bei bewaffneten Konflikten, dem Bundesgesetz vom 20. Juni 2014 über den Schutz der Kulturgüter bei bewaffneten Konflikten sowie der Verordnung vom 29. Oktober 2014 über den Schutz der Kulturgüter bei bewaffneten Konflikten unter Schutz stehen.
Objekte der Kategorie A sind im Gemeindegebiet nicht ausgewiesen, Objekte der Kategorie B sind vollständig in der Liste enthalten, Objekte der Kategorie C fehlen zurzeit (Stand: 25. Januar 2024). Unter übrige Baudenkmäler sind geschützte Objekte zu finden, die im Bauinventar des Kantons Bern als «schützenswert» verzeichnet sind.

## Kulturgüter
| Foto |                                                                            | Objekt                                          | Kat. | Typ | Standort                          | Beschreibung |
| ---- | -------------------------------------------------------------------------- | ----------------------------------------------- | ---- | --- | --------------------------------- | --- |
| ja   | Datei hochladen · Wikidata zu Reformierte Kirche und Pfarrhaus (Q29651858) | Reformierte Kirche und Pfarrhaus KGS-Nr.: 00793 | B    | G   | Kirchgasse 13, 19 624190 / 225984 | 1733 erbautes Kirchengebäude auf einem seit dem 8./9. Jahrhundert sakral genutzten Gelände. Wohlproportionierter Massivbau unter steilem, leicht geknicktem Krüppelwalmdach mit polygonalem O-Abschluss. In der Nähe steht das 1704 erbaute Pfarrhaus, ein repräsentativer, über dem Gewölbekeller des Vorgängerbaus entstandener Putzbau mit abgewalmtem Satteldach. |

## Übrige Baudenkmäler
Hinweis: Anstelle der KGS-Nummer wird als Objekt-Identifikator (ID) die Grundstücksnummer verwendet.
| ID  | Foto |                                                                     | Objekt                                    | Typ | Standort                             | Beschreibung |
| --- | ---- | ------------------------------------------------------------------- | ----------------------------------------- | --- | ------------------------------------ | ------------ |
| 138 | ja   | Datei hochladen · Wikidata zu Gasthof zum Kreuz (1826) (Q123644414) | Gasthof zum Kreuz (1826)                  | G   | Lotzwilstrasse 1 624208 / 226163     |              |
| 157 | ja   | Datei hochladen                                                     | Stöckli (Mitte 19. Jh.)                   | G   | Oberdorf 43 624070 / 225290          |              |
| 175 | ja   | Datei hochladen                                                     | Bauernhaus (1826)                         | G   | Ey 2 624094 / 226134                 |              |
| 203 | ja   | Datei hochladen                                                     | Bauernhaus (1826)                         | G   | Ey 8 624058 / 226156                 |              |
| 205 | ja   | Datei hochladen                                                     | Bauernhaus (1762)                         | G   | Friedhofweg 4 624219 / 226034        |              |
| 222 | ja   | Datei hochladen                                                     | Ehemaliges Bauernhaus (1828)              | G   | Dorfstrasse 6 624154 / 226112        |              |
| 249 | BW   | Datei hochladen                                                     | Bauernhaus (1823/24)                      | G   | Oberdorf 29 624135 / 225539          |              |
| 276 | BW   | Datei hochladen                                                     | Bauernhaus (1826)                         | G   | Friedhofweg 1 624225 / 226126        |              |
| 303 | ja   | Datei hochladen · Wikidata zu Bauernhaus mit Laden (Q113000144)     | Bauernhaus mit Laden (1. Drittel 19. Jh.) | G   | Dorfstrasse 14 624036 / 226077       |              |
| 306 | ja   | Datei hochladen                                                     | Stöckli (1. Drittel 19. Jh.)              | G   | Ey 9a 623945 / 226179                |              |
| 311 | ja   | Datei hochladen                                                     | Bauernhaus (1802)                         | G   | Langenthalstrasse 43 624441 / 226585 |              |
| 319 | BW   | Datei hochladen                                                     | Bauernhaus (1826)                         | G   | Dorfstrasse 5 624104 / 226070        |              |
| 343 | ja   | Datei hochladen                                                     | Wohnstock (1834)                          | G   | Langenthalstrasse 51 624574 / 226701 |              |
| 350 | BW   | Datei hochladen                                                     | Bauernhaus (1707)                         | G   | Oberdorf 21, 23 624167 / 225657      |              |
| 384 | BW   | Datei hochladen                                                     | Bauernhaus (1820)                         | G   | Kirchgasse 23 624215 / 225918        |              |
| 384 | BW   | Datei hochladen                                                     | Ehemaliges Ofenhaus (1. Viertel 19. Jh.)  | G   | Kirchgasse 23a 624240 / 225909       |              |
| 417 | ja   | Datei hochladen                                                     | Ehemaliges Bauernhaus (1827)              | G   | Dorfstrasse 10 624087 / 226089       |              |
| 428 | BW   | Datei hochladen                                                     | Bauernhaus (um 1826)                      | G   | Dorfstrasse 9 624069 / 226065        |              |
| 435 | BW   | Datei hochladen                                                     | Speicher (1648)                           | G   | Oberbützberg 1a 624041 / 224365      |              |
| 447 | BW   | Datei hochladen                                                     | Speicher (1648)                           | G   | Oberbützberg 4a 623921 / 224296      |              |
| 499 | BW   | Datei hochladen                                                     | Speicher (2. Hälfte 17. Jh.)              | G   | Oberbützberg 2a 623985 / 224311      |              |
| 519 | ja   | Datei hochladen                                                     | Stöckli (1835)                            | G   | Lehmgrube 5 624097 / 225983          |              |
| 546 | BW   | Datei hochladen                                                     | Stöckli (1828)                            | G   | Ey 20 624064 / 226187                |              |
| 600 | ja   | Datei hochladen                                                     | Bauernhaus (1826)                         | G   | Lotzwilstrasse 2 624245 / 226140     |              |
| 647 | BW   | Datei hochladen                                                     | Bauernhaus (1844)                         | G   | Oberdorf 19 624181 / 225685          |              |
| 671 | ja   | Datei hochladen                                                     | Stöckli (1762)                            | G   | Ey 14 623995 / 226185                |              |
| 678 | ja   | Datei hochladen                                                     | Ehemaliges Postbüro (1828)                | G   | Dorfstrasse 4 624184 / 226123        |              |
| 688 | BW   | Datei hochladen                                                     | Bauernhaus (1826)                         | G   | Lotzwilstrasse 5 624302 / 226200     |              |
| 795 | ja   | Datei hochladen                                                     | Ehemaliges Stöckli (1826)                 | G   | Dorfstrasse 8 624123 / 226100        |              |
| 809 | ja   | Datei hochladen                                                     | Mühle (1807)                              | G   | Kirchgasse 25 624223 / 225898        |              |
| 829 | ja   | Datei hochladen · Wikidata zu Schmiede (Q113000659)                 | Schmiede (1784)                           | G   | Dorfstrasse 20 623920 / 226055       |              |